# 836 Jole
836 Jole је астероид главног астероидног појаса чија средња удаљеност од Сунца износи 2,189 астрономских јединица (АЈ). 
Апсолутна магнитуда астероида је 13,6 а геометријски албедо 0,024.